# Engel (singel)
Engel är den första singeln av bandet Rammstein från albumet Sehnsucht. Låten sjungs tillsammans med Christiane "Bobo" Herbold. Singelskivan finns även med i samlingsboxen Original Single Kollektion, då tillsammans med en fan-version av singeln. En engelsk version av "Engel" spelades in och kom med på vissa versioner av albumet Sehnsucht.
Musikvideorna till "Engel" och låten "Du hast" är båda baserade på filmer av (eller med) den amerikanske regissören Quentin Tarantino, eftersom Rammstein är fans av hans filmer. Denna låt är baserad på filmen From Dusk till Dawn medan "Du hast" är baserad på filmen De hänsynslösa.
År 1999 släpptes en cover av denna låt av artisten Mambo Kurt på hans album The Return of Alleinunterhalter och 2004 släpptes en cover av denna låt av kören Scala & Kolacny Brothers. Låten kom med på både deras album Dream On och albumet Respire.

## Låtlista

### Engel
1. "Engel" – 4:23
2. "Sehnsucht" – 4:02
3. "Rammstein (Eskimos & Egypt Radio Edit)" – 3:40
4. "Rammstein (Eskimos & Egypt Instrumental Edit)" – 3:32
5. "Rammstein" – 4:25

### Engel (Fan-Edition)
1. "Engel (Extended Version)" – 4:34
2. "Feuerräder" (Live-version) – 4:47
3. "Wilder Wein" – 5:41
4. "Rammstein (Eskimos & Egypt Instrumental Edit)" – 3:27